# Alchemilla pungentiflora
Alchemilla pungentiflora é uma espécie de rosácea do gênero Alchemilla, pertencente à família Rosaceae.